# Szymon Orlikowski
Szymon Orlikowski (ur. 1888 we Klwowie, zm. 1940 w Kalininie) – starszy posterunkowy Policji Państwowej, ofiara zbrodni katyńskiej.

## Życiorys
Urodził się w 1888 w Klwowie, w ówczesnym powiecie opoczyńskim guberni radomskiej, w rodzinie Stanisława i Józefy z Matuszewskich.
W okresie I wojny światowej w armii carskiej, później w II Korpusie Polskim w Rosji. W 1918 roku więziony w Moskwie. Od 3 stycznia 1919 roku w Straży Kolejowej w Warszawie, od 7 lutego 1919 roku w Policji Komunalnej, później w Policji Państwowej. We wrześniu 1939 roku służył w XVII Komisariacie m.st. Warszawy. Mieszkał w Koziej Górce.
Po agresji ZSRR na Polskę w 1939 roku znalazł się w niewoli radzieckiej w specjalnym obozie NKWD w Ostaszkowie. Zamordowany przez NKWD wiosną 1940 roku jako jedna z ofiar zbrodni katyńskiej. Pochowany w Miednoje. Symboliczny grób znajduje się na Cmentarzu Bródnowskim w Warszawie.
Był mężem Genowefy z Nowakowskich (1897–1990).
Postanowieniem nr 112-52-07 Prezydenta RP Lecha Kaczyńskiego z 5 października 2007 został awansowany pośmiertnie na stopień aspiranta Policji Państwowej. Awans został ogłoszony 10 listopada 2007 w Warszawie, w trakcie uroczystości „Katyń Pamiętamy – Uczcijmy Pamięć Bohaterów”.

## Ordery i odznaczenia
- Krzyż Niepodległości (15 czerwca 1932)[4]
- Krzyż Walecznych[1]
- Brązowy Krzyż Zasługi
- Srebrny Medal za Długoletnią Służbę
- Odznaka pamiątkowa II Korpusu Polskiego (Krzyż Kaniowski)
- Odznaka Pamiątkowa Więźniów Ideowych[1]